# Rhyacia monochroma
Rhyacia monochroma är en fjärilsart som beskrevs av Pokorny 1934. Rhyacia monochroma ingår i släktet Rhyacia och familjen nattflyn. Inga underarter finns listade.